# Ernst Wilhelm Nay
Pour les articles homonymes, voir Nay.
Ernst Wilhelm Nay, né le 11 juin 1902 à Berlin (Allemagne) et mort le 8 avril 1968 à Cologne (Allemagne), est un peintre et graphiste allemand du modernisme classique. Il est considéré comme l'un des peintres les plus importants de l'art allemand d'après-guerre.

## Biographie
Après avoir étudié les classiques à Berlin, Ernst Nay commence à peindre sans formation artistique formelle. Une bourse lui permet d'entrer à l'académie de sculpture de Berlin, où il étudie de 1925 à 1928 avec Karl Hofer qui l'y a introduit.